# Batrachognathus volans
Batrachognathus volans ("žabí čelist") je vyhynulý druh ramforynchoidního ptakoještěra, žijícího v období svrchní jury na území dnešního Kazachstánu.

## Popis
Materiál sestává z nekompletní a disartikulované kostry (lebeční fragmenty, čelisti, obratle, žebra, části končetin a kosti křídel). Horní čelist obsahovala 24 kolíkovitých zubů. Lebka byla celkově mohutná a vysoká, zatímco čelist byla relativně krátká (jen 48 mm, odtud rodový název). Příbuzným rodem byl například Anurognathus, malý druh s rozpětím křídel pouhých 50 cm.
Podle nových výzkumů byli tito specializovaní pterosauři patrně vývojem přizpůsobení k lovu hmyzu a jiných bezobratlých za horších světelných podmínek (při soumraku a v noci).